# Printemps (grands magasins)
 (octobre 2012).
Si vous disposez d'ouvrages ou d'articles de référence ou si vous connaissez des sites web de qualité traitant du thème abordé ici, merci de compléter l'article en donnant les références utiles à sa vérifiabilité et en les liant à la section « Notes et références ».
Pour les articles homonymes, voir Printemps (homonymie).
Le Printemps est une entreprise française exploitante de grands magasins qui se positionne principalement sur des marques de mode, de luxe et de beauté. Le Printemps est également l'un des leaders français des listes de mariage.
La société a été membre de l'Association internationale des grands magasins de 1928 à 1997.
Le magasin emblème, fondé en 1865, se situe boulevard Haussmann dans le 9e arrondissement de Paris. Sobre, la terrasse du neuvième étage du magasin donne sur les toits en zinc et ardoise des imposants édifices haussmanniens des quartiers environnants.
Détenus de 1991 à 2005 par le groupe Pinault-Printemps-Redoute, propriétaire entre autres de Gucci et de la Fnac, les magasins Printemps sont cédés en 2006 à la RREEF (division de capital investissement immobilier de la Deutsche Bank) et au groupe familial de l’homme d’affaires italien Maurizio Borletti, propriétaire des grands magasins La Rinascente. Ce dernier engage d'importants travaux de modernisation et de rénovation et réoriente le grand magasin parisien vers le luxe.
En 2013, Printemps est racheté par DISA, fonds d'investissements aux capitaux qataris.

## Histoire

### Les débuts duPrintemps: 1865-1900

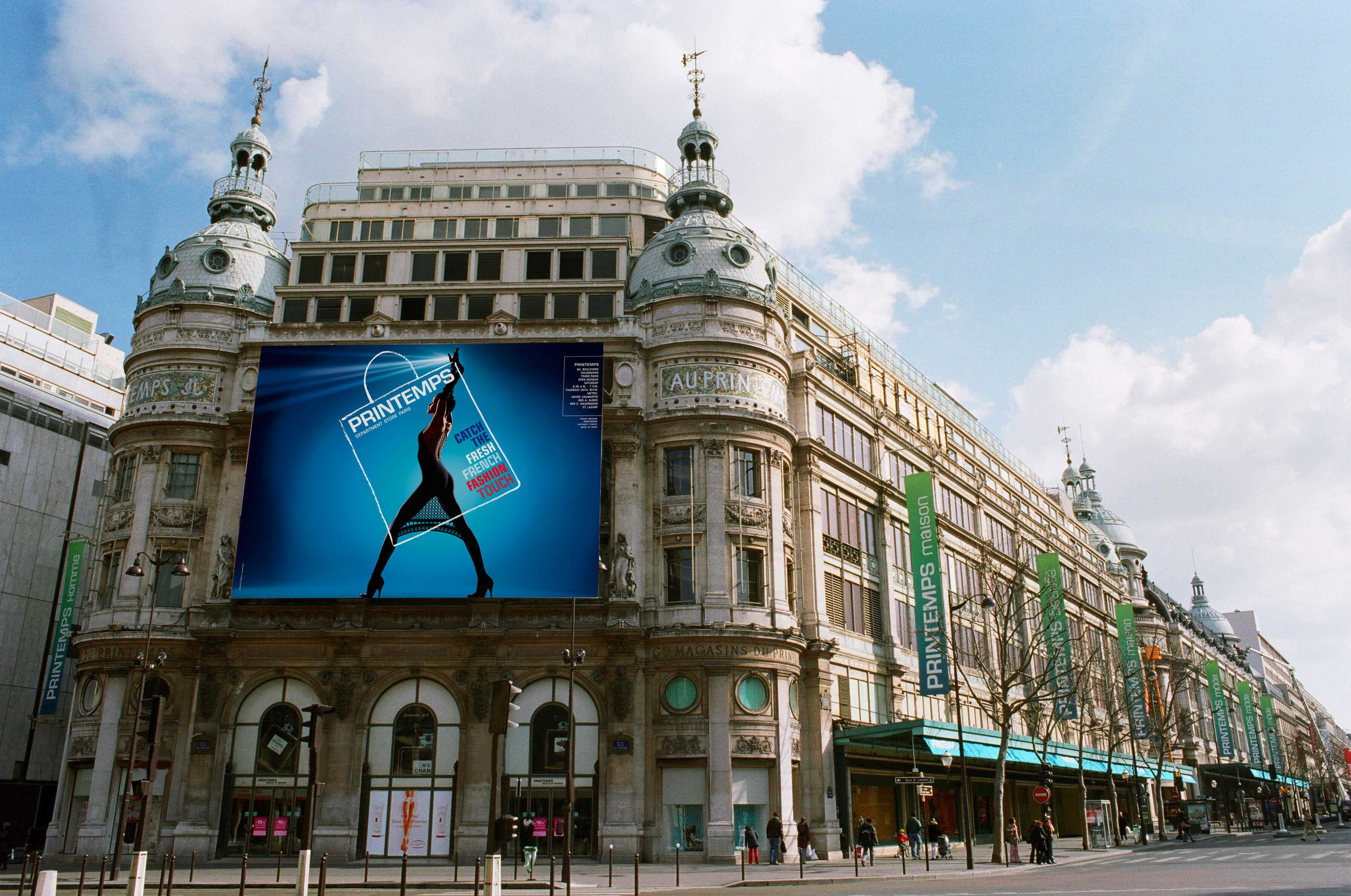
La façade du Printemps de la Maison.

Le Printemps est créé le 11 mai 1865, par acte notarié, par Jules Jaluzot et Jean-Alfred Duclos. Cette fondation est contemporaine de la modernisation et des transformations de Paris sous le Second Empire. Ils choisissent de fonder leur magasin dans un espace encore peu urbanisé, mais promis à un grand développement : le quartier de la Chaussée-d'Antin. Cet emplacement bénéficie aussi de la proximité de la gare Saint-Lazare, qui se trouve au terminus de cinq lignes. Jaluzot, qui habite non loin, pressent la poussée de la ville vers l'ouest et le développement du trafic des omnibus et donc l'attraction formidable que suscitera ce lieu. Ainsi le Printemps s'installe au coin de la rue du Havre et du boulevard Haussmann dans un immeuble réalisé par l'architecte Jules Sédille et son fils Paul. L'inauguration a lieu le 3 novembre 1865, en présence du curé de Saint-Louis-d'Antin qui vient bénir le magasin à la demande de Jaluzot. En 1874, quatre bâtiments viennent s'ajouter au premier. Des ascenseurs créés par Léon Edoux et présentés à l'Exposition universelle de 1867 sont installés ; dans la presse, on peut même lire « ascenseurs de Vienne, grand succès ».
L'innovation du Printemps réside dans des principes qui doivent mettre en confiance sa clientèle. Certains de ces principes sont synthétisés dans la devise latine E probitate decus (« Mon honneur, c'est ma probité »). Le Printemps pratique le prix fixe et le marchandage n'est plus de mise. Il s'agit de vendre à bon marché des produits innovants et de qualité. C'est ainsi, par exemple, que le Printemps met en vente un taffetas de soie noire qui connaît un certain succès : la « Marie-Blanche », un modèle déposé. En fin de saison, des tissus « défraîchis » sont mis en vente à prix réduit ; ce sont les soldes. C'est en janvier 1866 que Jules Jaluzot a l'idée de faire de cette pratique encore peu assumée une grande opération saisonnière : « Tout le monde sait qu'à la fin de chaque saison, il y a dans tous les grands magasins une certaine quantité de marchandises défraîchies plus ou moins, soit parce qu'elles sont servies à faire l'étalage, soit pour une autre cause. L'usage est d'écouler ces marchandises du mieux qu'on peut, en les déguisant autant que possible, en cachant soigneusement leur âge et en les masquant de marchandises plus fraîches et plus nouvelles. Ce n'est pas là ce que font les propriétaires du "Printemps". Ils vous disent bien simplement : le 15 janvier prochain nous allons mettre en vente tous nos soldes de nouveauté de la saison d'hiver, toutes nos étoffes fatiguées ou défraîchies depuis l'ouverture de nos magasins, et nous ferons chaque année ainsi périodiquement. Avec cette manière d'opérer, nous ne gardons jamais de marchandise anciennes, et quand nous vendons une étoffe comme nouveauté on peut être assuré qu'elle est fraîche et nouvelle comme le nom de notre maison ».
À partir de 1870, chaque année, au début du printemps, un bouquet de violettes est offert aux clients à l'occasion de la "Fête du Printemps".
Les premières années du Printemps voient le magasin rayonner dans toute la France puis à l'étranger. Les expositions universelles de 1867 et 1878 contribuent à cette reconnaissance.
En pleine expansion, le grand magasin est donc de plus en plus à l'étroit dans ses murs : il lui faut un bâtiment à la hauteur de son nouveau succès. Un événement dramatique va lui en donner l'occasion.
Le 9 mars 1881, un incendie ravage une grande partie du bâtiment. Quatre mois plus tard, le premier puits de béton est coulé. L'inauguration du nouveau Printemps a lieu en mars 1883.
La construction des nouveaux bâtiments du magasin donne naissance à une architecture spécifique dont se charge Paul Sédille, qui réalise un monument commercial. Pour ce faire, il a recours à de nouveaux procédés très ingénieux, utilisant le verre et le fer. À l'intérieur du magasin, on peut découvrir une nef centrale ainsi que des galeries reliées par un pont central accessible par un grand escalier.
Le 23 avril 1881, le Printemps change de statut et devient une société en commandite par actions dont Jaluzot devient le gérant. Une nouvelle ère s'ouvre pour le grand magasin.
En 1883, le Printemps est le premier lieu public intégralement équipé d'un système d'éclairage électrique. À l'entresol, le client peut d'ailleurs admirer « l'usine électrique » derrière un mur vitré.

### De 1900 à 1930

#### Avant 1914/1918

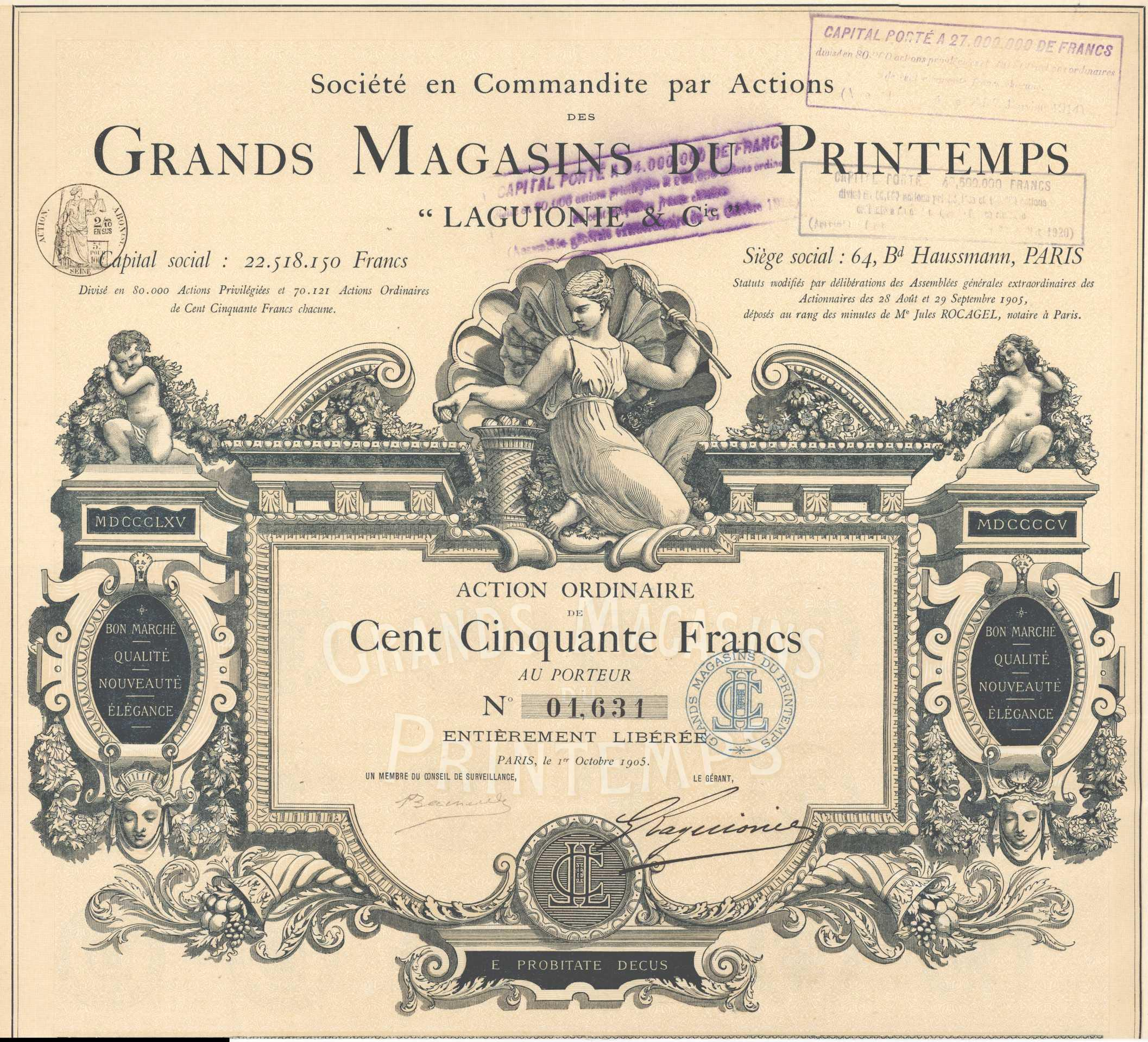
Action des Grands Magasins du Printemps en date du 1er octobre 1905.

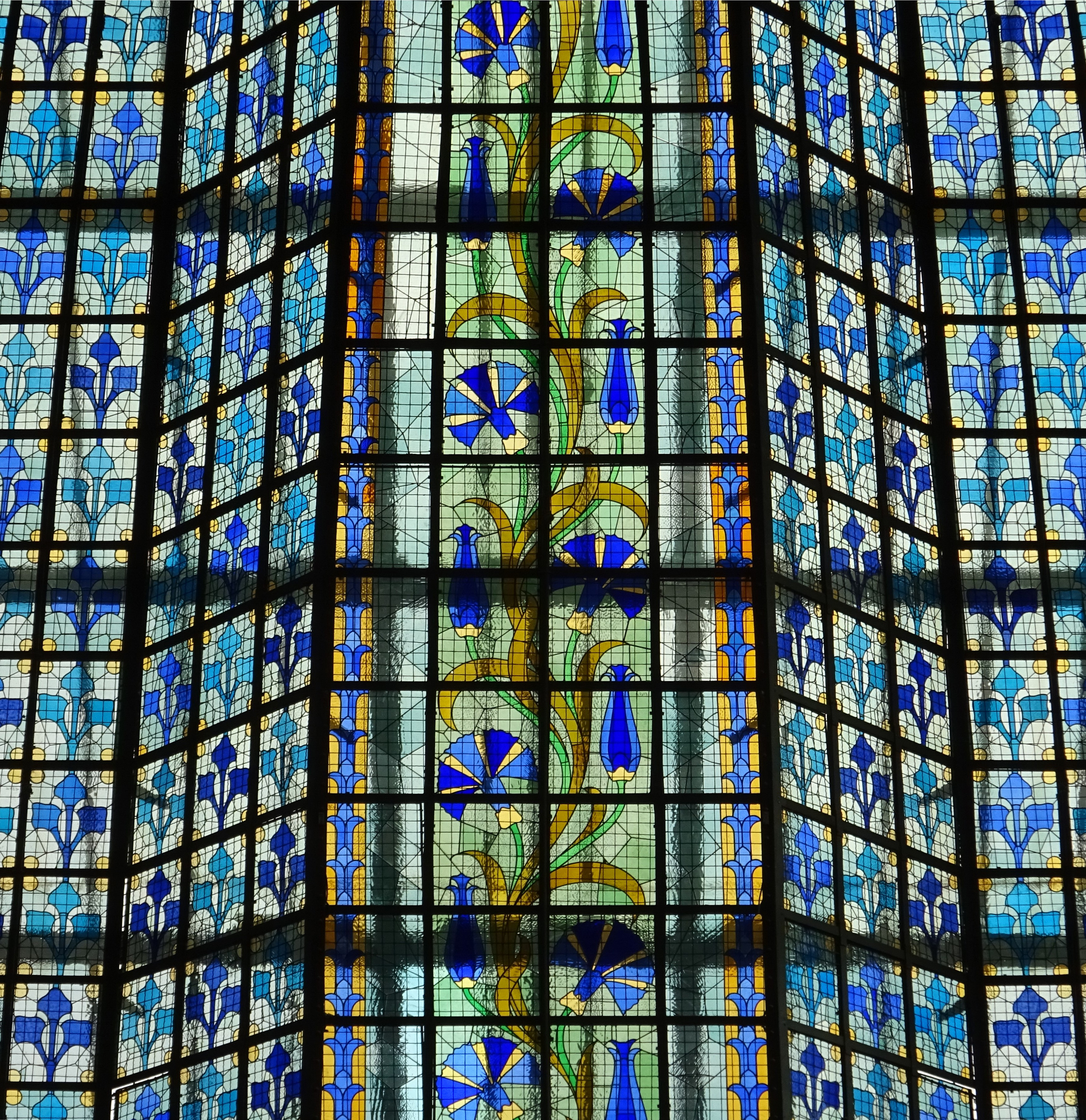
Détail de la coupole du Printemps Haussmann dessinée par René Binet en 1910, et réalisée par l'atelier de maîtres verriers Brière.

En 1900, le somptueux pavillon d'Art nouveau du Printemps se situe en plein cœur de l'Exposition universelle. Il est le fruit de l'élaboration de l'architecte Charles-Auguste Risler et de l'affichiste Jules Chéret. L'intérieur est inspiré par le thème de la violette, fleur fétiche du Printemps. En ce début de siècle, un nouveau mode de transport, le métro, dessert la capitale et facilite l'accès aux magasins du Printemps. En 1904, le Printemps est accessible par la ligne no 3, puis en 1923, par la ligne no 9.
En 1904, le Printemps subit une grave crise économique qui aboutit à la démission de Jules Jaluzot l'année suivante. Gustave Laguionie lui succède alors et annonce la construction d'un deuxième magasin (l'actuel magasin Printemps Haussmann (Printemps de la Femme), situé à Paris, côté numéros pairs du boulevard Haussmann), dont l'architecte sera René Binet. La première pierre est posée au mois de mai 1907 et le nouveau magasin est inauguré en avril 1910. Il est dominé par une coupole qui éclaire un grand hall de 42 mètres de hauteur, et comprend également un escalier central à quatre révolutions d'inspiration Art Nouveau. Les plafonds sont du peintre Marcel-Pierre Ruty. En 1909, un nouveau slogan apparaît dans les catalogues publicitaires : « Les magasins du Printemps sont les plus élégants de Paris. »
En 1912, l'atelier Primavera est créé par René Guilleré, grand critique d'art de l'époque qui a largement influencé l'évolution des tendances de l'art décoratif et par son épouse Charlotte Chauchet-Guilleré. Après une grande période de modern style, il souhaite un certain retour au classicisme : il met alors à la portée du plus grand nombre, des meubles et d'autres objets (bronzes, faïences et verrerie notamment) aux lignes épurées. De nombreux artistes, comme Marcel Guillemard, Louis Sognot, ou encore Colette Guéden, réalisent des modèles pour cet atelier.
En 1912, le Printemps ouvre pour la première fois un magasin en province, à Deauville.
Pendant la Première Guerre mondiale, le Printemps met en vitrine ses propres mannequins, différenciant ainsi son image des autres grands magasins qui ont recours à des mannequins de série.

#### Après 1918

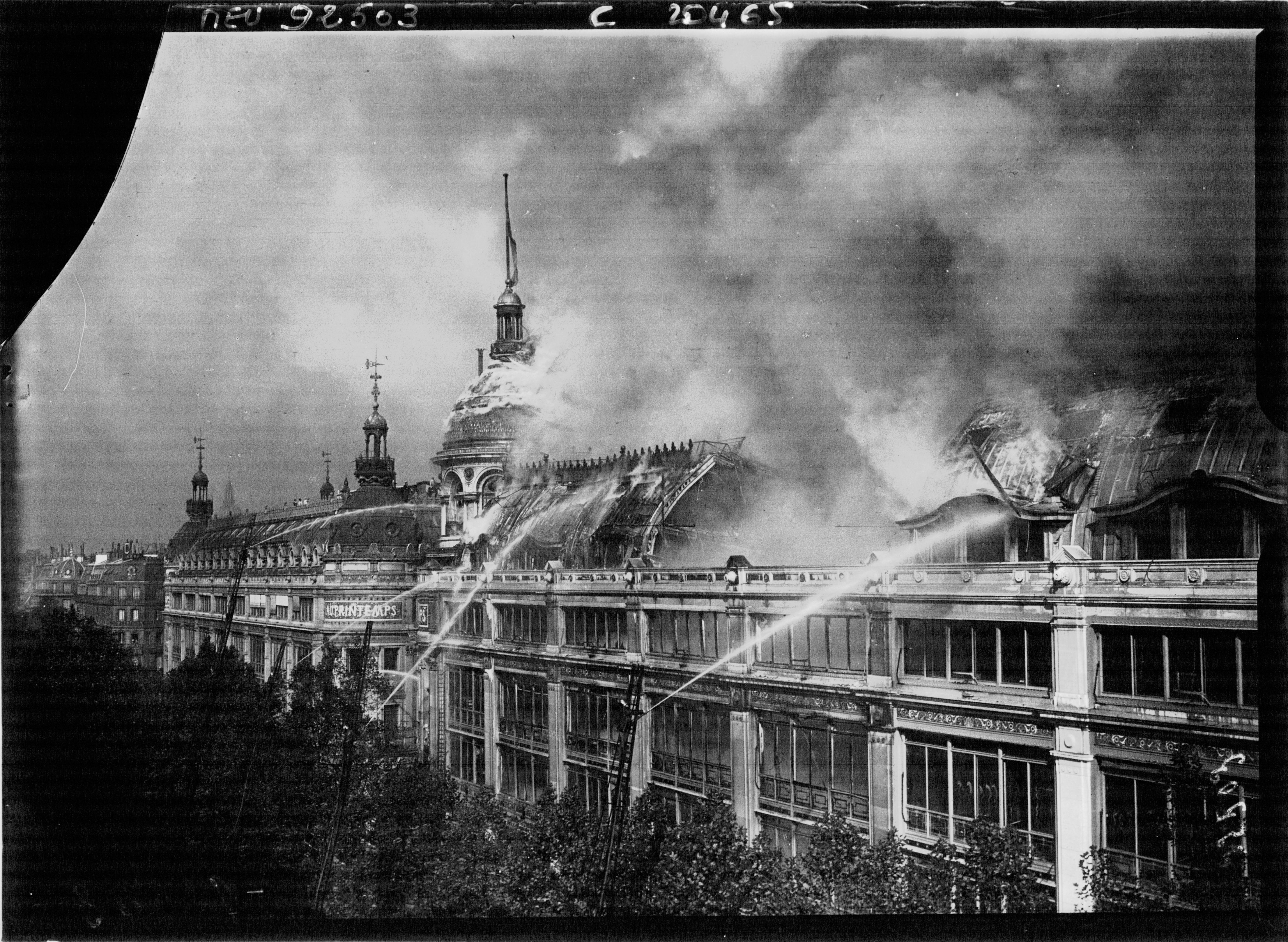
Incendie, le 28 septembre 1921, du nouveau magasin (l'actuel Printemps Haussmann) inauguré en 1910.

Après-guerre, les Français tentent de se distraire par tous les moyens et d’oublier cette sombre période. Les employés démobilisés reprennent leur poste et ceux qui ont subi des mutilations sont réintégrés à des postes adaptés. Un monument en hommage aux employés et cadres du Printemps morts au cours de la Grande Guerre est installé au 6e étage du Printemps Haussmann, près de l'escalier menant au 7e et dernier étage du magasin. Il restera en place pendant environ cent ans et sera ensuite enlevé. 
En 1920, à la mort de Gustave Laguionie, son fils Pierre prend sa succession à la tête du Printemps.

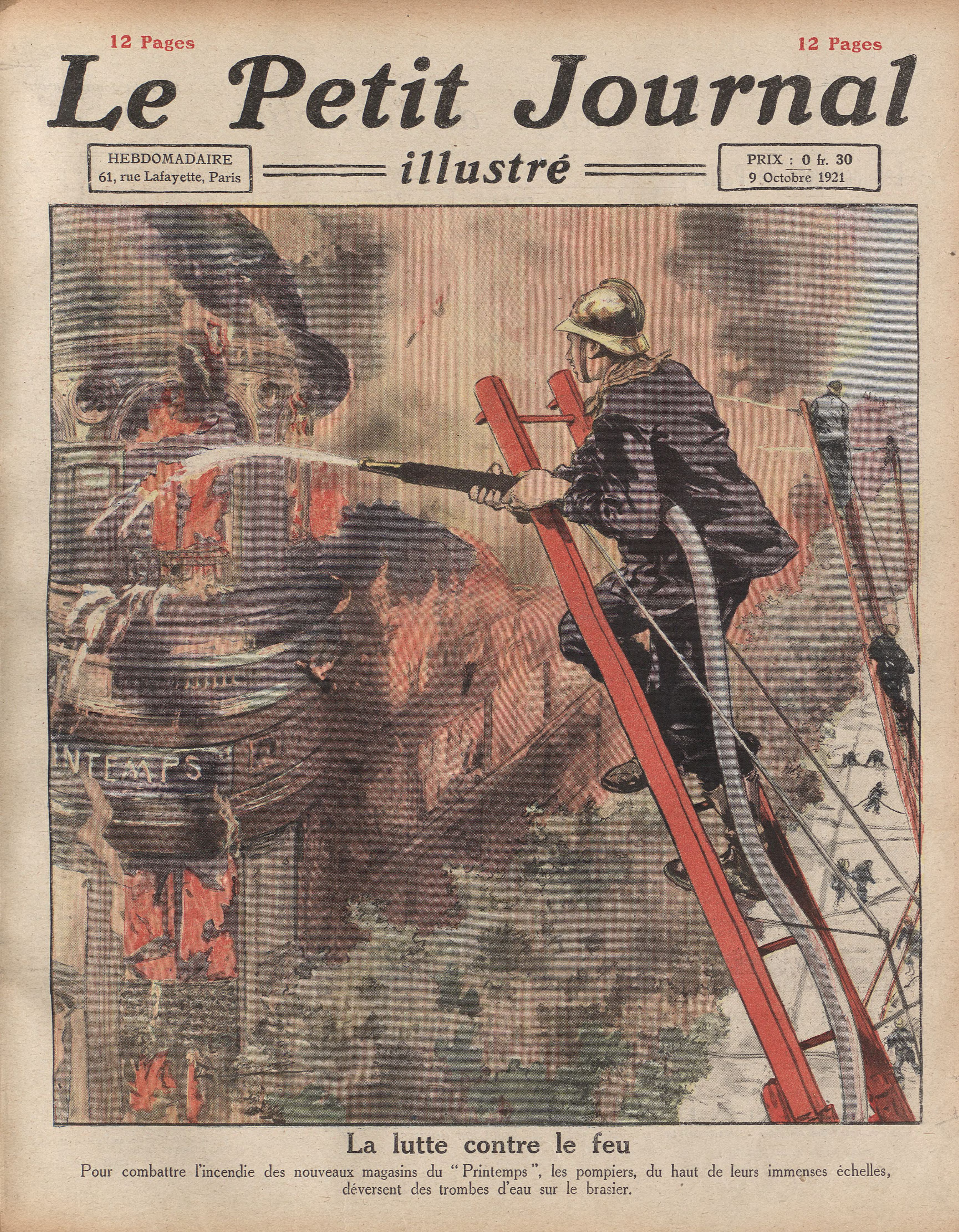
Les pompiers de Paris luttent contre l'incendie du Printemps (Le Petit Journal illustré, 9 octobre 1921).

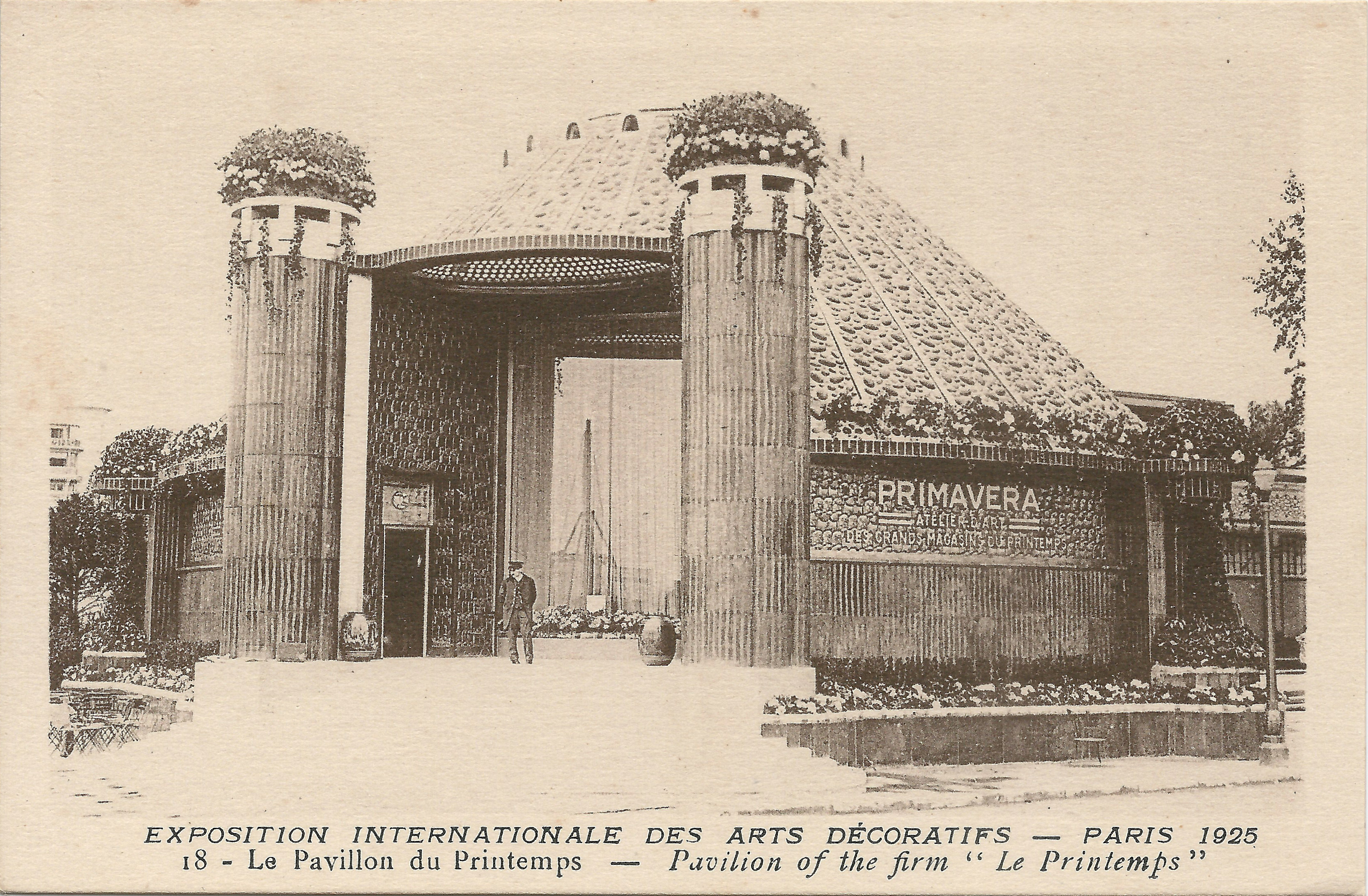
Son pavillon de l'Exposition internationale des arts décoratifs et industriels modernes en 1925.

Le 28 septembre 1921, un incendie se déclare dans le nouveau magasin. À l'intérieur, seules quelques structures demeurent intactes. Les travaux de reconstruction sont menés par Georges Wybo qui prolonge alors le magasin jusqu'à la rue Charras. M. Laguionie annonce la réouverture du magasin pour le lendemain et fait parvenir une dépêche dans les journaux : « La très grande partie des magasins restée intacte à la vente pourra y reprendre dès demain matin. Les réserves de marchandises, les ateliers, les services sont indemnes en totalité et permettent la reconstitution immédiate de tous les rayons. Nos services d'expédition à Paris et en province continuent à fonctionner et assurent l'exécution de toutes les commandes ». À la suite de cet incendie très important, fut mis au point par le Régiment des sapeurs-pompiers de Paris, un plan-type d'intervention, qui fut ensuite pris en considération comme modèle pour les autres corps de sapeurs-pompiers en France.  
En 1923, une seconde ligne de métro est ouverte à la station Havre-Caumartin, dont la sortie donne directement sur le Printemps. En 1927, paraît Printania, l’un des premiers journaux d’entreprise, pour informer le personnel de l’actualité du Printemps. Des cours professionnels sont proposés aux employés.
À partir de 1928, la chaîne s'étend avec le rachat ou l'affiliation de grands magasins en province qui deviennent des succursales du Printemps : la Boule d'Or au Havre (1928), la Providence à Rouen (1928), les Galeries Lilloises à Lille (1929), le Magasin Vert à Bordeaux (1935) et les Deux Passages à Lyon (1938).
Au début des années 1930, le Printemps Haussmann est doté des trois magasins. Depuis 1921, un entrepôt s'est transformé en espace de vente qui devient en 1930, Brummell, le magasin de l'homme élégant. À cette époque, l'organisation se veut de plus en plus rationnelle : tapis roulants et tubes pneumatiques assurent la circulation des factures. De même, des escaliers mécaniques facilitent l'accès aux étages. Pour parfaire cette organisation, un bureau d'études est créé en 1928 et l'année suivante, le Printemps crée la SAPAC (Société parisienne d'achats en commun) qui réunit des acheteurs spécialisés sous le contrôle d’un directeur, dans le but de diminuer les frais généraux, comme ceux de prospection et de voyages, d’accélérer la sélection des produits à vendre, et d'approvisionner tous les magasins, propre et affiliés, de la chaîne.

### De 1930 à 1970
En 1931, un nouveau concept arrive des États-Unis : le prix unique pour des produits de consommation courante. Le Printemps ouvre alors une nouvelle société, Prisunic, qui se charge de vendre des produits d'usage courant bon marché.
En 1933, Paul Poiret présente une collection sur le pont d'argent construit spécialement pour l'événement.
Comme beaucoup d'autres commerces, le Printemps est durement touché par la Seconde Guerre mondiale. Les employés sont réquisitionnés par le service du travail obligatoire instauré en février 1943 par le gouvernement de Vichy, sur demande de l'Allemagne nazie et les femmes assurent la relève.
Le Printemps doit attendre les années 1951-1952 pour se remettre de la crise traversée et devenir l’une des premières entreprises françaises. Au cours des années 1950-60, la surface des ventes est agrandie et la structure originelle disparaît. En 1955, l'escalier magistral construit par René Binet est démonté, alors qu'à la même époque les trémies sont progressivement remplies et les étages cloisonnés. Le magasin de la rue du Havre est surélevé de deux étages et se trouve surmonté d'une terrasse panoramique en 1963. Témoignage du faste du Printemps des années 1910-1920, la coupole au 6e étage du Printemps de la Femme, construite et imaginée en 1910 par le maître verrier Brière, rappelle le décor magistral du Printemps d'antan.
Les années 1950-1960 voient l’épanouissement et l’agrandissement du groupe Printemps. La SAPAC est divisée en deux : d’un côté les grands magasins, de l’autre les magasins populaires. En 1969, le Printemps de Parly II ouvre ses portes et marque le début de l’implication du Printemps dans une nouvelle forme de distribution : les centres commerciaux.
Le Printemps compte alors 23 grands magasins dans la France entière et 13 magasins Prisunic. Le Printemps Haussmann, aussi appelé le « navire amiral », s’étend sur trois immeubles.
Des succursales sont également ouvertes dans des lieux atypiques comme l'aéroport d'Orly, le paquebot France et, à partir de 1964, en périphérie et dans des centres commerciaux (comme Nation, Parly 2 et Vélizy 2).

### Depuis 1970

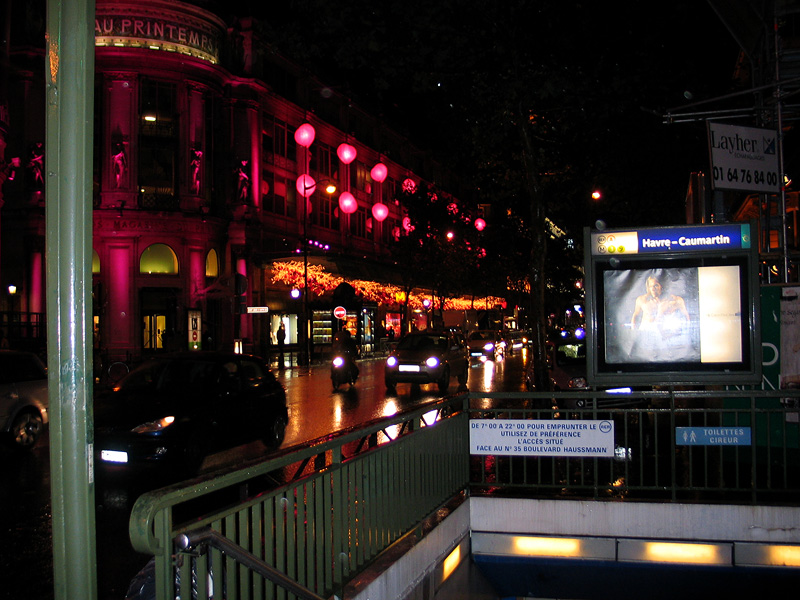
Le métro Havre-Caumartin et le Printemps, vus de nuit.

Dans les années 1970, la France est frappée par l’inflation (5 % en 1969, près de 14 % en 1974) et l’augmentation du chômage. Un pessimisme ambiant s’installe et la consommation ralentit, à la suite de la crise pétrolière de 1973, touchant notamment des magasins haut de gamme tels que le Printemps.
Pour faire face à cette nouvelle crise, le Printemps prend un nouveau tournant au début des années 1970 et se transforme en société anonyme. En 1972, le groupe Maus Frères prend le contrôle du groupe Printemps. En 1977, Jean-Jacques Delort est à la tête d’une nouvelle équipe dont le but est de redresser la situation délicate du Printemps, due à un contexte économique morose.
De nouvelles activités sont développées ou renforcées : l’alimentaire (Disco), l’habillement (Armand Thiery) et la vente par correspondance (La Redoute). Le Groupe Printemps gère désormais des magasins spécialisés et s’adapte à l’évolution des goûts et des besoins des clients.
Depuis 1981, les grands magasins Printemps s’ouvrent au monde, en conviant leurs clients à diverses expositions thématiques et culturelles. Le magasin ouvre des succursales jusqu'au Japon en passant par Istanbul, Djeddah, Dubaï, Singapour et Kuala Lumpur.
En 1984, un magasin Printemps est ouvert à Ginza (l'un des quartiers les plus luxueux de Tokyo), avec la coopération de la société japonaise DAIEI.

#### Rachat par François Pinault

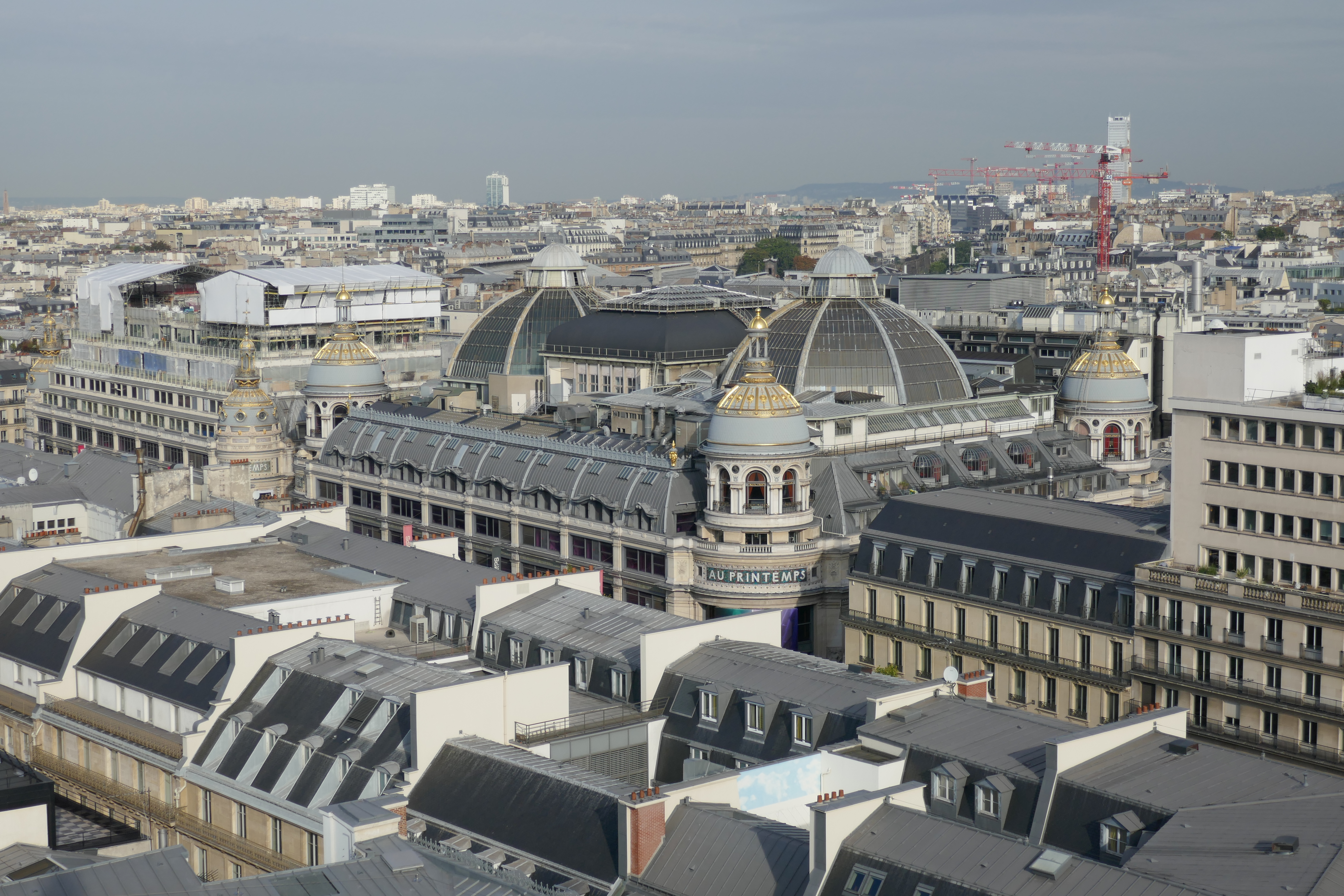
Toit du Printemps Haussmann vu depuis l'opéra Garnier

François Pinault acquiert le groupe Printemps en 1991 puis fait fusionner son propre groupe avec le Printemps, qui prend alors le nom de Pinault-Printemps, composé d’enseignes telles que Conforama, Prisunic, La Redoute, puis en 1994, la Fnac. Le Printemps se concentre alors sur cinq univers forts : la Beauté, l'Art de vivre, la Mode, les Accessoires et l'Homme.
En 1995 commence la rénovation complète des six étages du Printemps de la Mode. 20 000 m2 sont remodelés de fond en comble durant deux ans. Puis en 1997, un étage Luxe est créé et rassemble les marques les plus prestigieuses du monde du luxe.
Le magasin parisien Brummell, spécialisé dans la confection homme, est également rénové et devient Le Printemps de l'Homme en septembre 1999. Les années 2000 voient se multiplier les activités, avec l'ouverture de la boutique Printemps Design au Centre Georges-Pompidou et l'intégration d’un pôle sport regroupant les enseignes Made in Sport et Citadium.
En 2002, le groupe Mitsukoshi-Isetan rachète le Printemps dans le quartier de Ginza, un des quartiers les plus luxueux de Tokyo, avec la coopération de Daiei (il fermera en 2016 et le bâtiment a été repris par Marronnier Gate, un grand magasin concurrent installé juste à côté).
En 2006, le groupe PPR cède le Printemps au fonds immobilier RREEF, associé au groupe italien Borletti pour 1 075 millions d'euros.

#### Rachat par des investisseurs qataris

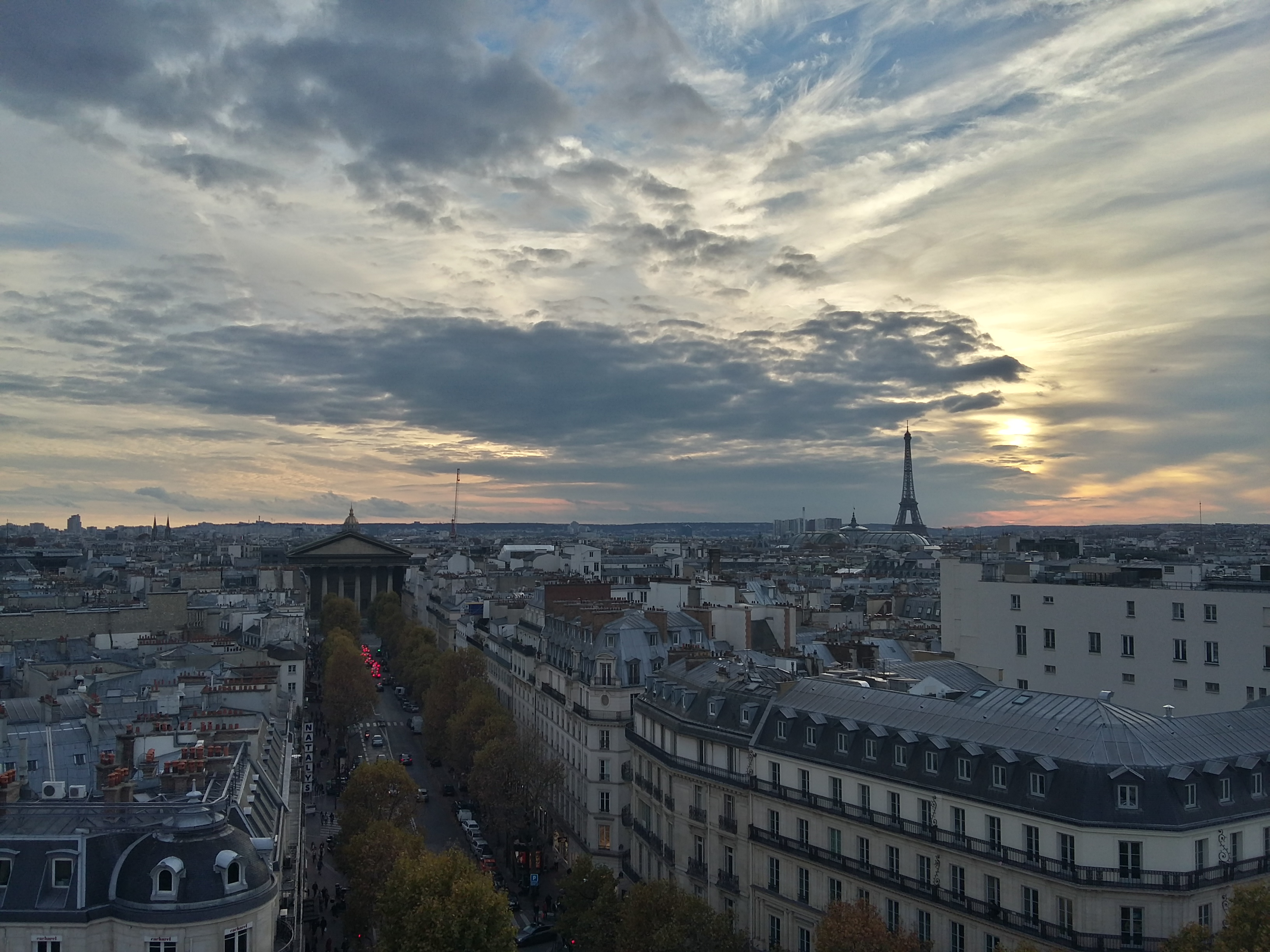
Vue depuis le toit du magasin Printemps.

En mars 2013, le groupe Borletti annonce une négociation exclusive avec le fonds luxembourgeois « Divine Investments », ou « DISA », composé d'investisseurs qataris dont Mayapan, le fonds personnel de l’émir du Qatar, pour l'entrée majoritaire à son capital et l'acquisition des parts de RREEF. En avril, l'AFP révèle le projet de prise de contrôle du groupe Borletti par ce même fonds, qui deviendrait propriétaire exclusif du Printemps.
En juin de la même année, le parquet de Paris, sous la direction du Procureur de la République François Molins, annonce qu’il entend ouvrir une enquête préliminaire sur la cession du Printemps au fonds DISA détenu par des investisseurs qataris. L’enquête, confiée à la brigade financière de la Direction de la police judiciaire de Paris, fait suite à une plainte déposée par les représentants du personnel du groupe pour abus de confiance, blanchiment d’argent, corruption privée et entrave à l’exercice du droit syndical. Les porte-paroles de l’intersyndicale ont par ailleurs décrit le processus de vente du groupe au fonds qatari comme « obscur et peu louable au seul profit d’intérêts financiers » et basé sur des « montages financiers opaques. »
Au cours de l’été 2013, le journal d’investigation Mediapart publie un échange de courriels entre le PDG du Printemps, Paolo de Cesare, et Jérôme Cahuzac, alors Ministre du Budget, évoquant l’exil fiscal en Suisse de ce dernier. L’enquête a par la suite révélé que Paolo de Cesare a créé un montage financier permettant aux 22 millions d’euros de bonus versés à l’occasion de la vente du Printemps de transiter par une holding domiciliée à Singapour et ainsi d’échapper à l’imposition. La plus-value réalisée dans le cadre de la vente (plus de 600 millions d’euros en cinq ans) a elle aussi été échappé à l'impôt puisqu'elle a été versée sur un compte au Luxembourg.
En décembre 2013, des perquisitions sont menées dans les locaux de la direction du groupe.
En mars 2014, la Cour d’Appel de Paris ordonne la suspension des effets de la cession du Printemps à DISA pour non-respect de l’obligation d’information-consultation du comité d’entreprise du groupe. Après avoir ainsi forcé la reprise du dialogue social, le Tribunal de Grande Instance de Paris finit par lever la suspension en mai de la même année.
Le 27 mars 2015, plus de deux années après le signalement du syndicat, une information judiciaire est ouverte.

Ancien logo.

En novembre 2013, le groupe Printemps annonce l'acquisition du site Place des Tendances,, plateforme de distribution de mode de marques sur internet. Il devient l'unique actionnaire de l'entité, en acquérant 80 % de Place des Tendances auprès de TF1 et les 20 % restants auprès des fondateurs Bertrand Rochebillard et Christine Feuchot.
En mai 2019, le groupe Printemps annonce l'ouverture de son premier magasin à l'étranger pour 2021. Il sera installé à Doha, capitale du Qatar, pays des nouveaux propriétaires du groupe depuis 2013. Le magasin aura une superficie de 35 000 m2, répartie sur trois étages. L'objectif du groupe est de doubler son chiffre d'affaires d'ici 2030 en le portant à 3,5 milliards d'euros grâce à une stratégie visant à s'ouvrir vers l'étranger ; un autre magasin, de taille plus modeste, devrait ouvrir à Milan en 2021,.
Par ailleurs, le groupe annonce dans le même temps le rachat de Made in Design, acteur historique du web en matière de décoration et de design créé en 1999.
En mars 2020, le groupe se sépare de son PDG Paolo de Cesare en poste depuis 2007.
Six mois plus tard, en septembre 2020, c'est Jean-Marc Bellaiche, ancien du BCG, de Tiffany & Co et de Contentsquare, qui lui succède au poste de PDG.
En novembre 2020, le groupe annonce la fermeture de sept magasins en France au cours de l'année 2021. Au total, 428 emplois devraient être supprimés avant l'été 2021, soit plus de 10 % des effectifs. Selon la direction, ces fermetures sont justifiées par une volonté de « réduire les pertes opérationnelles du groupe ».
En effet, en raison de la pandémie de Covid-19, l'année 2020 est la pire de l'histoire des grands magasins parisiens, notamment pour Le Printemps. Outre les fermetures temporaires survenues lors des confinements (notamment le premier du 17 mars au 11 mai 2020 - une longueur jamais connue, même au cours de la Seconde Guerre mondiale), ils subissent aussi la perte de leur clientèle étrangère, à quoi se surajoute une forme de désaffection des Français pour la mode, le développement du commerce en ligne et des restrictions de l’utilisation de la voiture dans la capitale.
En février 2022, la direction annonce l'ouverture de son premier grand magasin à l'étranger au mois de septembre à Doha. Il sera incorporé à un nouveau complexe haut de gamme baptisé Doha Oasis et ouvrira quelques semaines avant le lancement de la Coupe du monde de football organisée au Qatar.
Malgré un contexte défavorable en lien avec la crise économique, les ventes sont restées « plutôt bonnes » en 2021, annonce Jean-Marc Bellaiche, le président du groupe en mars 2022. Il ajoute que la clientèle russe et ukrainienne ne représente « que 1,5 % des ventes » et que le conflit en Ukraine ne devrait pas affecter l'activité économique du groupe Printemps.

### Fermeture des magasins de Paris Place d’Italie, Metz et Strasbourg, projet de cession du magasin du Havre

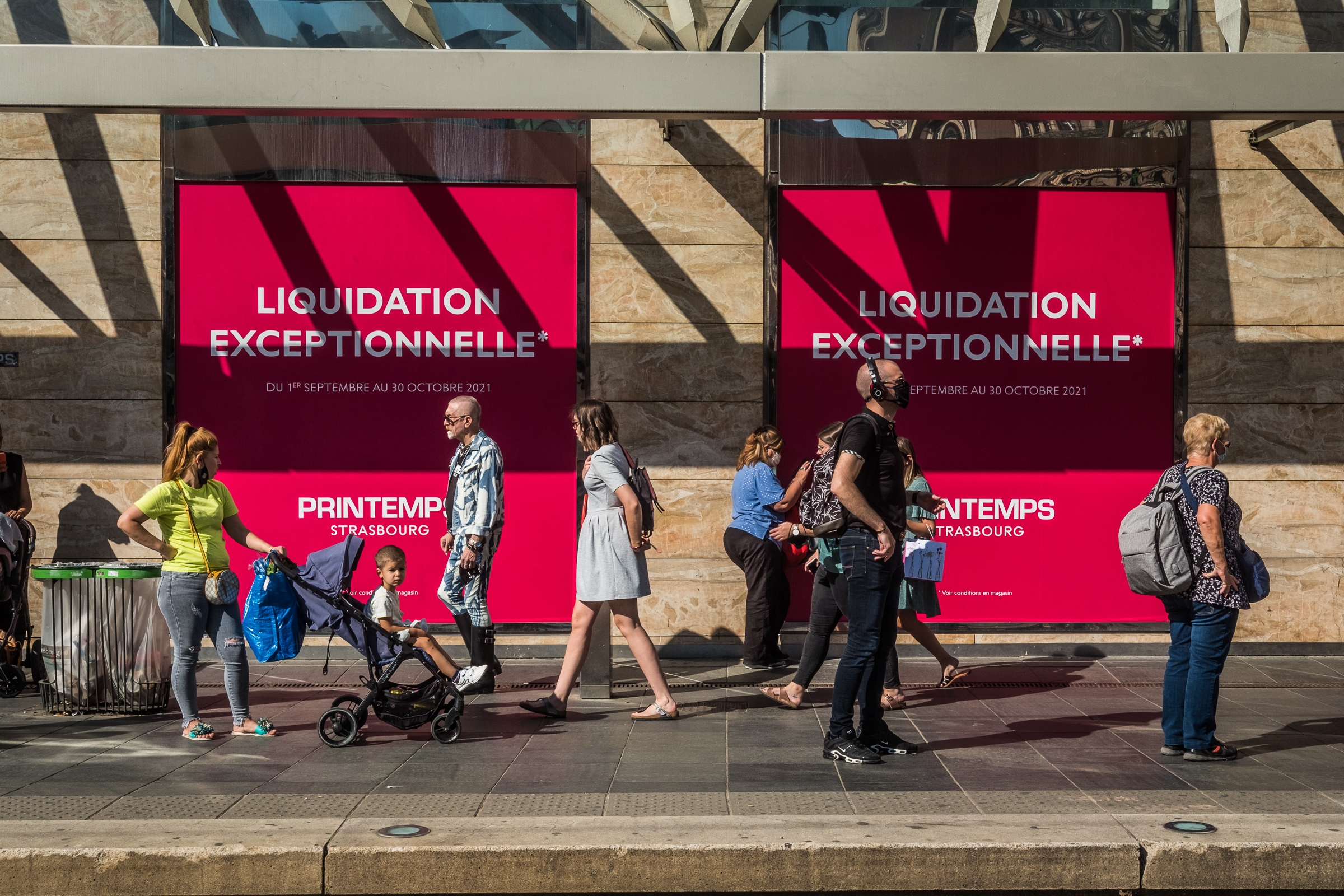
Les vitrines du Printemps Strasbourg en septembre 2021.

Confrontée à la crise, la direction du groupe Printemps signe en avril 2021 un plan de sauvegarde de l'emploi avec les représentants syndicaux. Le nombre de postes concernés n'est pas encore officiel (autour de 450) mais au moins quatre magasins (Paris Place d'Italie, Le Havre, Metz et Strasbourg) devraient fermer leurs portes avant la fin de décembre 2021.
Le 1er septembre 2021, la liquidation des stocks du magasin Printemps de Strasbourg, situé place de l’Homme-de-Fer, qui emploie 150 personnes commence. D’une superficie de 7 500 mètres carrés, il avait été l’objet d’une opération de rénovation entre 2011 et 2013, pour plus de quinze millions d’euros, « mais son chiffre d’affaires est passé de 27 millions d’euros en 2013 à 16 millions en 2019 (-40 %) ». Ses effectifs ont été divisés par deux. Le magasin a fermé ses portes le 16 octobre 2021.
Le même jour, la liquidation du magasin de Metz situé dans la rue Serpenoise et où travaillent plus d’une centaine de personnes débute. Le magasin a fermé ses portes le 16 octobre 2021.
Le sort du magasin du Havre est alors suspendu à sa reprise par un opérateur affilié normand. Le 1er février 2022, le magasin du Havre est repris par la société Toscaleo Conseil, dont le propriétaire est le directeur du magasin de Caen, Laurent Chemla. Laurent Chemla annonce la rénovation du magasin havrais au cours de l'année 2022 et l'arrivée de nouvelles enseignes.
L’enseigne compte 17 magasins en propre en France et les États-Unis et 4 autres qui sont des structures affiliées en France et Qatar (entre parenthèses les dates d’entrée dans le réseau Printemps) :
- deux à Paris : le Printemps Haussmann (1865), le Printemps Nation (1964);
- deux en région parisienne : le Printemps Parly 2 (1969) et le Printemps Vélizy 2 (1972);
- deux à Marseille : centre commercial Valentine (1982) et centre commercial Les Terrasses du Port (2014).
- les autres sont situés à : 
  - Brest (1984 - magasin affilié groupe Rallye - ex Magasins Jean)[40]
  - Caen (1988 - magasin affilié - ex Bon Marché)
  - Cagnes-sur-Mer centre commercial Polygone Riviera (2015)
  - Deauville (1912)
  - Doha, Qatar (2022 - magasin affilé)
  - Giverny centre commercial outlet McArthurGlen Paris-Giverny (2024)
  - La Valette du Var centre commercial Grand Var (1978)
  - Le Havre (1928 - ex La Boule d'Or - magasin affilié Toscano Conseil - Printemps Caen)
  - Lille (1929 - ex Galeries Lilloises)
  - Lyon (1938 - ex Aux Deux Passages)
  - Miramas centre commercial outlet McArthurGlen Provence (2017)
  - Nancy (1983 - ex Magasins Réunis)
  - New York, États-Unis (ouvrira en Mars 2025)
  - Rennes centre commercial Alma (1973 - ex Primevère)
  - Rouen (1928 - ex A la Providence)
  - Tours (1984 - magasin affilié groupe Bordet - ex Lefroid)

Le groupe compte également neuf magasins Citadium :
- Paris : Caumartin ouvert en 2001, Beaubourg ouvert en 2014,  Champs-Élysées, et Nation, ouverts en 2017[41],[42]
- Marseille : Terrasses du Port ouvert en 2014[41]
- Bordeaux : Rue Sainte-Catherine ouvert en 2016[41]
- Lyon : Grand Hôtel-Dieu ouvert en mai 2019[43]
- La Valette du Var : centre commercial Grand Var ouvert en 2014[41]
- Lille : au cœur du projet le 31, rue de Béthune ouvert en mai 2021[44]

Le groupe exploite 4 sites e-commerces :
- Printemps.com (lancé en mars 2020)
- PlacedesTendances.com (racheté en 2013)
- MadeinDesign.com (racheté en 2019)
- Citadium.com (lancé en 2012)

## Les anciens magasins
D'autres magasins ont fermé en France au cours du temps :
- Alençon (affilié fermé en 1995 - actuel H&M)
- Alès (fermé en 1970)
- Auxerre (cédé à un affilié en 1989, fermé en 1994 - actuel Bouchara)
- Bayonne (fermé en 1987 - actuel Spar)
- Bordeaux (fermé en 1989)
- Caen (fermé en 1987 - actuel Sephora)
- Chalon-sur-Saône (affilié fermé en 1999 - actuel Bouchara)
- Châlons-en-Champagne (affilié fermé en 1994 - actuel H&M)
- Cherbourg (affilié Magasins Réunis - actuel Burton)
- Cognac (transformé en Prisunic en 1971 - actuel Casa et Crédit Mutuel)
- Créteil Soleil (fermé en 1978 - actuel Carrefour)
- Dieppe (cédé à un affilié en 1990, fermé en 1994 - actuel Bouchara)
- Douai (fermé en 1990 - actuel Bouchara)
- Épinal (affilié Magasin Réunis)
- Évreux (cédé à un affilié en 1971, enseigne abandonnée en 2007 - actuel Crédit Agricole et Les Saisons de la Mode)
- Marseille Saint Ferréol
- Melun en 1994 (actuel Maxi Bazar)
- Metz (ferme en 2021 - ouvert en 1974 - ex Bon Marché)
- Nantes en 1968 (passage de la Châtelaine)
- Nevers (fermé en 1987 - devenu Bouchara)
- Niort
- Paris : République (actuel Habitat), Ternes (actuelle Fnac) (affiliés Magasins Réunis), Italie 2 (fermé en 2021) et Caroussel du Louvre (fermé en 2023)
- Poitiers (fermé en 2012 - actuel H&M)
- Reims (ex Galeries Rémoises affilié en 1989 et fermé en 2003)
- Saumur (affilié, enseigne abandonnée en 2007 - actuel Monoprix)
- Strasbourg (fermé en 2021 - ouvert en 1979 - Printemps Strasbourg, ex Grandes Galeries)
- Troyes (affilié Magasins Réunis fermé en 1990 - actuelle Fnac)
- Valenciennes fermé en 1991 - actuel Bouchara)
- Vernon (cédé à un affilié en 1972, fermé en 2005 - actuel Jules)
- Versailles (cédé à un affilié en 1983 - actuel Bouchara)

Entre 1980 et 1995, le groupe Printemps développe en franchise une chaîne de grands magasins à l'étranger dont le dernier a fermé en 2016 :
- Arabie saoudite : Djeddah (1984)
- Chine : Shangaï (1995)
- Corée du Sud : Séoul (1988)
- États-Unis : Denver (1987)
- Japon : Kobé 1 (1981), Sapporo (1982), Osaka (1984), Tokyo (1984 - fermé en 2016), Ishikawa (1988), Kobé 2 (1990), Kanazawakkei (1993), Koshien (1993)
- Malaisie : Petaling Jaya (1984), Kuala Lumpur (1985)
- Portugal : Cascais (1991)
- Singapour (1983)
- Taiwan : Taipei (1994)
- Thaïlande : Bangkok (1994)
- Turquie : Istanbul (1988)